# Kourao
Kourao est une localité du département du Bourzanga, dans la province de Bam, dans le Centre-Nord, au Burkina Faso. 

## Climat
Kourao est doté d'un climat de steppe sec et chaud, de type BSh selon la classification de Köppen, avec des moyennes annuelles de 28,2 °C pour la température et de 505 mm pour les précipitations.

## Population
Lors du recensement de 2006, on y a dénombré 1 501 habitants. 